# Minori Ikeno
Minori Ikeno (1997) es una deportista japonesa que compite en triatlón. Ganó una medalla de oro en el Campeonato Asiático de Triatlón de 2022, en la prueba de relevo mixto.

## Palmarés internacional
| Campeonato Asiático | Campeonato Asiático | Campeonato Asiático | Campeonato Asiático |
| Año                 | Lugar               | Medalla             | Prueba              |
| ------------------- | ------------------- | ------------------- | ------------------- |
| 2022                | Aktau (Kazajistán)  | Medalla de oro      | Relevo mixto        |